# Хот Спрингс
 Тази статия е за града в Арканзас, САЩ.  За окръга вижте Хот Спрингс (окръг).  
Хот Спрингс (на английски: Hot Springs, в превод „Горещи извори“) е град в Арканзас, Съединени американски щати, административен център на окръг Гарланд. Известен е с минералните извори, водата от които излиза на повърхността с температура 64 °C. Националният парк Хот Спрингс е разположен наблизо, което прави града отличен спа център. Хот Спрингс е 10-ият по брой жители град в щата Арканзас, с население от 36 915 души (по приблизителна оценка за 2017 г.).

## Личности
Родени в Хот Спрингс
- Били Боб Торнтън (р. 1955), актьор

Други личности, свързани с Хот Спрингс
- Бил Клинтън (р. 1946), политик, живее в града през 50-те години